# Gaius Gracchus

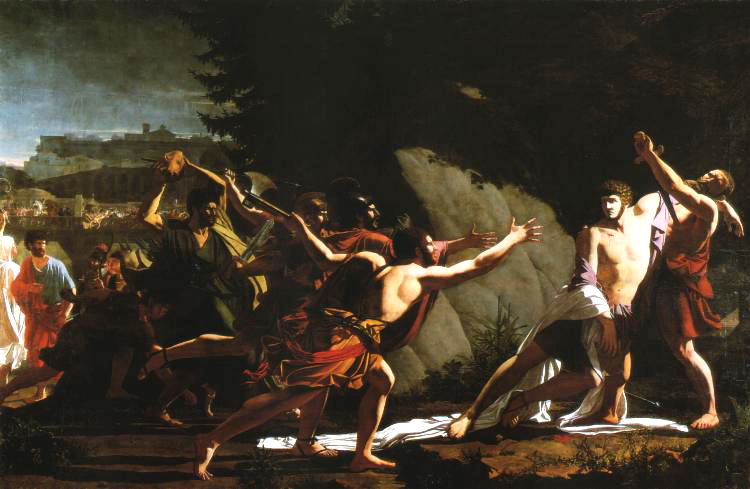
Gaius Gracchus död

Gaius Gracchus, Gaius Sempronius Gracchus, född 153 f.Kr., död 121 f.Kr. var en romersk politiker och folktribun.

## Biografi
Gaius Gracchus var son till Tiberius Sempronius Gracchus den äldre och bror till Tiberius Sempronius Gracchus.
Gaius Gracchus upptog broderns program och lyckades genom åtskilliga taktiska kombinationer skapa en enhetlig front mot senaten och jordadeln av den fattiga stadsbefolkningen, som tillförsäkrades statligt spannmål till underpris, och riddarna (de jordlösa militärerna) som erhöll nya privilegier. Den jordreform brodern inlett infördes åter i full utsträckning. Gracchus återvaldes till tribun 122 f.Kr., och anlade nya kolonier av jordägare, bland annat i Karthago. Medan han uppehöll sig där, lyckades senaten vinna stämningen över till sin sida, och lät tribunen Marcus Livius Drusus den äldre övertrumfa Gracchus med förslag om 12 nya kolonier. Även riddarna vände sig från Gracchus. När han vid hemkomsten grep sig an frågan om den bundsförvanterna, italikerna tillhöriga jorden och med romerskt medborgarskap ville ersätta dem för förlusten, ville stadsbefolkningen ej släppa fram fler som medborgare. Därmed var Gracchus politiska bana slut, och han omvaldes inte för år 121 f.Kr., och senaten gick till storms mot hans lagar. Vid de oroligheter som uppstod måste Gracchus fly och utanför Rom lät han sig dödas av sin grekiske slav Philocrates.